# Die Krupps
I Die Krupps sono una band Industrial di origine tedesca formatasi nel 1981. Il gruppo ha raggiunto il suo maggior grado di popolarità negli anni novanta, quando il gruppo ha virato verso un sound più tendente all'Industrial metal.

## Storia
Insieme a band quali Kraftwerk e Einstürzende Neubauten, i Die Krupps appartengono ad un piccolo gruppo di band altamente influenti per lo sviluppo della musica elettronica e industriale. I Die Krupps nascono dalle ceneri dei Male, gruppo punk tedesco (1976-1980) di cui Jurgen Engler era cantante e chitarrista. Dopo la loro dissoluzione, Jurgen, allora anche tastierista, fondò una “prima versione” dei Die Krupps. Jurgen Engler chiamò in modo provocatorio la band Die Krupps’, poiché il nome era riferito alle acciaierie Krupp, importante azienda della Germania nazista. L'esordio della band, datato 1981, è il monumentale Steelworksymphony (il cui nome, nella lingua originale, è Stahlwerksinfonie), dominato dalle tamburellanti percussioni metalliche. Il disco divenne ben presto LP della settimana secondo la rivista britannica NME. Il seguente disco dei Die Krupps è Wahre Arbeit Wahrer Lohn (tradotto approssimativamente Un buon giorno paga come un buon giorno di lavoro. Wahre Arbeit Wahrer Lohn ha un sound tendente più verso l'elettronica, con battiti dance (dalla quale deriverà la particolare variante dell'industrial metal da loro suonata), ed il primo singolo lanciato, la title track, diventa Singolo della settimana nel NME britannico.
L'album successivo dei Die Krupps si intitola Volle Kraft Voraus (Avanti a tutta velocità), e fu pubblicato nel 1982. Il disco divenne e un classico nella scena EBM del periodo. Ralf Dorper, entrato nei Die Krupps all'inizio del progetto, lascia la band nel 1982 per intraprendere un altro progetto musicale denominato Propaganda sotto l'etichetta ZTT di Trevor Horn. Nel 1983, i Die Krupps pubblicano due versioni completamente diverse dei singoli Wahre Arbeit Wahrer Lohn e Goldfinger per il mercato britannico. Con questi singoli, i Die Krupps si presentano come una band dal sound tendenzialmente ballabile e sintetizzato, tendenza che fu in parte confermata con il successivo Entering The Arena prodotto da Zeus B. (Dead or Alive, Nina Hagen), sempre ballabile ma arricchito con percussioni metalliche.
Fra 1986 e 1989, Jurgen Engler si è dedicato alla formazione della sua casa discografica, dedicata per lo più ad artisti Thrash metal e Crossover, denominata ATOM H, amministrata con il socio Chris Lietz. Dopo la pubblicazione dei primi lavori con i Propaganda, Ralf Dorper si riunì con Jurgen Engler, e così i Die Krupps ricominciarono a produrre materiale. Nel 1989, un nuovo singolo intitolato Machineries of Joy fu pubblicato per la Mute/Geffen Records; questo singolo, nato da una collaborazione con i Nitzer Ebb e con l'entrata di un nuovo membro, Rüdiger Esch, che fece guadagnare notorietà al gruppo tra le piste da ballo di tutto il mondo, fino a diventare il singolo n.25 del U.S. Billboard Dance Charts.
La seguente pubblicazione fu Metall Maschinen Musik 91-81 Past Forward, che era un Best of, come si può intuire dal titolo, delle pubblicazioni tra 1981 e il 1991; questa raccolta è stata pubblicata per la Elektra/Mute nel 1991.
Nel 1992 i Die Krupps hanno pubblicato il singolo Metal Machine Music, il cui titolo rappresentava l'essenza della loro musica, seguito dall'album I, che aveva un sound elettronico arricchito dalla chitarra, suonata dal chitarrista della band Accuser, che aveva un contratto con la ATOM H di Jurgen Engler. Alla pubblicazione dell'album seguì un lungo tour in Germania, seguito da alcune date in Inghilterra, Belgio, Ungheria, Austria, Svizzera, Paesi Bassi e Scandinavia. In questo periodo, la passione di Jurgen Engler per i Metallica fece nascere l'idea per la sua successiva pubblicazione; infatti A tribute to Metallica è un EP di cover del famoso gruppo Thrash metal statunitense, completamente suonato con tastiere e campionatori, e fu prodotto da John Fryer (Nine Inch Nails, Depeche Mode). Durante l'assegnazione del disco d'oro e di platino ai Metallica, avvenuta il 24 novembre a Dortmund, Lars Ulrich e Kirk Hammett incontrarono Jurgen Engler, che era stato invitato personalmente da Lars dopo aver ascoltato l'EP. Quindi con l'aiuto di Lars Ulrich e Kirk Hammett i Die Krupps riuscirono a lanciare A Tribute To Metallica negli Stati Uniti per la Hollywood Records.
Poco prima dei festival estivi del 1993, Jurgen fece entrare nella band Lee Altus alla chitarra e Darren Minter alla batteria, precedentemente negli Heathen. Fu quindi pubblicato II – The Final Option, che è ancora oggi uno dei lavori più vari della band, per stessa ammissione di Engler:
(Jurgen Engler)
Furono quindi pubblicati quattro singoli, ovvero Crossfire, Fatherland, To The Hilt e Bloodsuckers. In questo periodo la popolarità del gruppo crebbe notevolmente; un esempio può essere la partecipazione al Dynamo Festival, nei Paesi Bassi, dove la band si esibì davanti ad un pubblico di 100.000 persone. In questo periodo molti artisti remixarono alcune canzoni della band, tra cui The Sisters of Mercy, Revolting Cocks, Charlie Clouser (Nine Inch Nails) e i KMFDM. Questi remix verranno poi organizzati e pubblicati nel seguente The Final Remixes. Fu successivamente pubblicato III – The Odyssey Of The Mind, che era sempre influenzato dall'Heavy metal, ma riprendeva contatto con le sonorità Industrial dei primi tre album. Nel 1997 fu pubblicato l'ultimo CD del gruppo, Paradise Now, che era invece molto influenzato dall'Heavy metal ed aveva quasi completamente abbandonato le sonorità Industrial. Dopo l'uscita di Paradise Now i Die Krupps si sciolsero. Nel 2000 hanno partecipato all'album di tributo ai Queen Tie Your Mix Down: A Queen Tribute, per il quale hanno eseguito Tie Your Mother Down e Get Down, Make Love. Nel 2006, in occasione del 25º anniversario della band, i Die Krupps si sono riuniti ed hanno intrapreso un nuovo tour, che è continuato anche nel 2007 .

## Formazione

### Formazione attuale
- Jürgen Engler - chitarra, tastiera, voce, percussioni, sintetizzatore (1981 - )
- Ralf Dörper - tastiera (1981 - 1982), (1985 - )
- Marcel Zürcher - chitarra (2005 - )
- Nils Finkeisen - chitarra (2015 - )
- Paul Keller - batteria (2018 - )

### Ex componenti
- Bernward Malaka - percussioni, basso (1981-1982)
- Frank Köllges - batteria, percussioni (1981 - 1982)
- Eva Gössling - sassofono (1981 - 1982)
- Peter Hein - percussioni (1981 - 1982)
- Christina Schnekenburger - tastiera (1982 - 1984)
- Mel Gayror - batteria (1984)
- Jermaine Johnson - voce (1984)
- Mark Pfurtschneller - tastiera (1984)
- Christopher Lietz - drum machine, tastiera (1984), (1995 - 1997)
- Volker Borchert - batteria (1992)
- René Schütz - chitarra (1992)
- Frank Thoms - chitarra, voce (1992)
- Dirk Ivens - voce (1992)
- Lee Altus - chitarra (1993 - 1997)
- Darren Minter - batteria (1993 - 1997)
- George Lewis - batteria, voce (1997)
- Dieter Moebius - voce (1997)
- Mani Neumeier - voce (1997)
- Doro Pesch - voce (1997)
- Julian Beeston - voce (1997)
- Arthur Brown - (1997)
- Ralph Albertini - batteria (1982)
- Walter Jäger - (1994)
- Björn Lücker - batteria (1992)

## Discografia

### Album
- Stahlwerksymphony (1981)
- Volle Kraft Voraus! (1982)
- Entering the Arena (1985)
- I (1992)
- II: The Final Option (1993)
- III: Odyssey of the Mind (1995)
- Paradise Now (1997)
- Al Wären Wir Für Immer (2010)
- The Machinists of Joy (2014)
- V - Metal Machine Music (2015)
- Vision 2020 Vision (2019)

### Singoli ed EPs
- Wahre Arbeit, Wahrer Lohn (1981)
- Goldfinger (1982)
- Machineries of Joy (1989)
- Germaniac (1990)
- Metal Machine Music (1992)
- The Power (1992)
- Tribute to Metallica (1992)
- Fatherland (1993)
- To the Hilt (1994)
- Crossfire (1994)
- Bloodsuckers (1994)
- Isolation (1995)
- Scent (1995)
- Remix Wars Strike 2: Die Krupps vs. Front Line Assembly (1996)
- Fire (1997)
- Rise Up (1997)
- Black Beauty White Heat (1997)
- Paradise now (1997)
- Wahre Arbeit, Wahrer Lohn (2005)
- 5 Millionen (2007)

### Raccolte
- Metall Maschinen Musik 91-81 Past Forward (1991)
- Die Krupps Box (1993)
- Metalmorphosis of Die Krupps (1997)
- Foundation (1997)
- Too Much History -  (2007)
- Too Much History - The Metal Years (2007)
- Too Much History Limited Edition - The Electro Years & The Metal Years (2007)

### Remix Album
- I (Re-Release) (1993)
- II - The Final Remixes (1994)
- Rings of Steel (1995)
- Remix Wars Strike 2: DIE KRUPPS vs. Front Line Assembly (1996)